# Btw-tarieven
Btw-tarieven zijn belastingtarieven die van toepassing op de levering van goederen en diensten, intracommunautaire verwervingen en de invoer van goederen.

## Europese Unie
Btw-tarieven worden geregeld door de Btw-richtlijn (2006/112/EG), meer bepaald in de artikelen 93 - 130 en bijlage III. 
Het normale tarief bedraagt 15 %. De lidstaten mogen niet lager gaan dan dit tarief.
Daarnaast mogen de EU-lidstaten twee verlaagde tarieven invoeren die niet lager mogen zijn dan 5 %. Deze verlaagde tarieven mogen slechts worden toegepast op goederen en diensten opgesomd in bijlage III. Bijlage II somt diensten op die niet kunnen worden belast aan een verlaagd btw-tarief.

## België
In België worden de btw-tarieven geregeld door het Wetboek van de belasting over de toegevoegde waarde (WBTW) en in het Koninklijk besluit nr. 20.
Het standaardtarief in België bedraagt 21 %. De verlaagde tarieven zijn 6 en 12 %, respectievelijk van toepassing op de goederen en dienstenleveringen opgesomd in tabel A en tabel B. Tabel C bepaalt dat bepaalde goederen en dienstenleveringen, zoals periodieke publicaties, worden onderworpen aan een nultarief. Deze tabel schendt het Europees recht, dat geen nultarief toelaat.

### Schendingen van het Europees recht
De Belgische btw-tarieven schenden regelmatig het Europees recht, zoals opgemerkt door de Raad van State in haar wetgevende adviezen. Volgens de Raad van State kunnen externe defibrillatoren niet worden onderworpen aan een verlaagd tarief. Hetzelfde geldt voor woud-, fruit- en sierbomen.

## Overzicht
Op Lijst van btw-tarieven naar land staat een overzicht met de tarieven per land voor een aantal landen.